# Chiesa di Sant'Orsola (Roma)
La chiesa di Sant'Orsola è una chiesa di Roma, nel quartiere Nomentano, in via Livorno.
Essa è annessa all'Istituto scolastico Sant'Orsola. La chiesa si presenta a tre navate separata da pilastri. Nel presbiterio vi sono tre vetrate: quella centrale raffigura la Madonna, mentre le due laterali angeli in adorazione. Nelle pareti laterali si trovano quattro pannelli di legno intarsiato, con la raffigurazione di santi.